# Clorur d'estronci
El clorur d'estronci és una sal formada per anions clorur i cations d'estronci.

## Preparació
El clorur d'estronci pot ser preparat pel tractament d'hidròxid d'estronci o de carbonat d'estronci amb àcid clorhídric
Sr(OH)₂ + 2 HCl → SrCl₂ + 2 H₂O
La cristal·lització d'una solució aquosa freda dona la forma hexahidratada (SrCl₂ · 6H₂O). La deshidratació d'aquesta sal es produeix en etapes, començant per sobre de 61 °C. La deshidratació completa es produeix a 320 °C.